# Xeneretmus ritteri
Xeneretmus ritteri är en fiskart som beskrevs av Gilbert, 1915. Xeneretmus ritteri ingår i släktet Xeneretmus och familjen pansarsimpor. Inga underarter finns listade i Catalogue of Life.